# One Step Closer (Lied)
One Step Closer ist ein Lied der US-amerikanischen Nu-Metal-Band Linkin Park. Am 29. August 2000 wurde es als erste Singleauskopplung des Debütalbums Hybrid Theory veröffentlicht.

## Hintergrund
Nachdem Kyle Christener im Zuge der Namensänderung von Hybrid Theory in Linkin Park die Band verlassen hatte, wurde Scott Koziol als neuer Bassist engagiert. Er wirkte maßgeblich an der Entstehung von One Step Closer mit. Es wurde zu einem großen Erfolg: Schon vier Wochen vor der offiziellen Veröffentlichung lief der Song bei allen US-Major-Radiosendern auf Heavy Rotation. One Step Closer wurde außerdem zum Soundtrack des Filmes Das Experiment, erschienen bei WEA. Der Song ähnelt stilistisch einigen Liedern aus der Hybrid-Theory-Ära, wie zum Beispiel Carousel, Part of Me und And One, die auf der ein Jahr zuvor erschienenen Hybrid Theory EP enthalten sind. Ähnlichkeiten sowohl instrumentalisch als auch inhaltlich sind ebenfalls bei den Liedern Papercut und With You, die auf dem gleichen Album sind, zu finden.
Eine Demoversion von One Step Closer heißt Plaster.

## Instrumentierung
Zu Beginn des Lieds ist nur eine einzelne E-Gitarre zu hören. Es werden einfache Powerchords gespielt; One Step Closer gilt bei Gitarristen als Anfängerstück. Unterstützt wird die E-Gitarre von massivem Schlagzeugspiel. Der Gesamteindruck ist eher als verstört zu beschreiben, das Lied hat so gut wie keine ruhigen Stellen. Hin und wieder werden Schallplatten-Scratches eingespielt. Der Gesang ist in den Strophen eher ruhig gehalten, lässt sich jedoch im Refrain am treffendsten mit aggressivem Geschrei beschreiben. Zum Ende hin screamt Bennington.

## Text
One Step Closer ist aus der Sicht eines Außenseiters verfasst. Chester Bennington versucht sich Gehör zu verschaffen und seine angestauten Emotionen auszudrücken. Diese bestehen in One Step Closer überwiegend aus Wut. Der Text lässt deutlich werden, dass Bennington massivem Mobbing ausgesetzt war: Everything you say to me / takes me one step closer to the edge, and I'm about to break! In der Bridge wird durchgehend shut up geschrien, was den ersehnten Stopp des Mobbings und die Wut besonders hervorhebt. Bennington singt bzw. schreit das Lied durchgehend allein, nur bei Live-Konzerten wird er von Mike Shinoda unterstützt, da an einigen Stellen der Studioaufnahme die vokalen Tonspuren übereinander kopiert sind.

## Musikvideo
Joe Hahn entwickelte ein Konzept für das Video. Die originale Version des Videos sollte ursprünglich bei einem Live-Konzert mit Fans aufgenommen werden, ähnlich wie es bei dem Video für Faint der Fall ist. Die Regie des letztendlichen Videos wurde dann von Gregory Dark geführt, die Aufnahmen fanden in einem 19 Meter tiefen aufgegebenen LA Subway Tunnel in Los Angeles statt, der an ein aufgegebenes Krankenhaus angrenzt. Scott Koziol, der kein eigentliches Mitglied der Band war, ist im Musikvideo zu sehen.
Als einziges Linkin Park-Musikvideo wurde One Step Closer nur in 480p aufgezeichnet und ist nicht in HD verfügbar. Gegen Oktober 2020, zum 20. Jubiläum des Albums Hybrid Theory, wurde das Musikvideo auf YouTube in HD neuveröffentlicht.

## Kommerzieller Erfolg

### Chartplatzierungen
| ChartsChartplatzierungen       | Höchstplatzierung | Wochen |
| ------------------------------ | ----------------- | ------ |
| Deutschland (GfK)              | 32 (10 Wo.)       | 10     |
| Österreich (Ö3)                | 38 (12 Wo.)       | 12     |
| Schweiz (IFPI)                 | 42 (12 Wo.)       | 12     |
| Vereinigte Staaten (Billboard) | 75 (17 Wo.)       | 17     |
| Vereinigtes Königreich (OCC)   | 24 (5 Wo.)        | 5      |

### Auszeichnungen für Musikverkäufe
| Land/Region                  | Auszeichnungen für Musikverkäufe (Land/Region, Auszeichnung, Verkäufe) | Verkäufe  |
| ---------------------------- | ---------------------------------------------------------------------- | --------- |
| Australien (ARIA)            | Gold                                                                   | 35.000    |
| Dänemark (IFPI)              | Platin                                                                 | 90.000    |
| Italien (FIMI)               | Gold                                                                   | 35.000    |
| Neuseeland (RMNZ)            | 2× Platin                                                              | 60.000    |
| Portugal (AFP)               | 2× Platin                                                              | 20.000    |
| Spanien (Promusicae)         | Gold                                                                   | 30.000    |
| Vereinigte Staaten (RIAA)    | Platin                                                                 | 1.000.000 |
| Vereinigtes Königreich (BPI) | Platin                                                                 | 744.000   |
| Insgesamt                    | 3× Gold · 7× Platin ·                                                  | 2.014.000 |

Hauptartikel: Linkin Park/Auszeichnungen für Musikverkäufe